# Campeonato Italiano de Rugby 1980-81
El Campeonato de Rugby de Italia de 1980-81 fue la quincuagésima primera edición de la primera división del rugby de Italia.

## Sistema de disputa
Los equipos se enfrentaron en condición de local y de visitante a cada uno de sus rivales.
El equipo que al finalizar el torneo se encuentre en la primera posición se declara automáticamente como campeón.
En este torneo no hubo descenso, debido al cambio de formato en la edición 1981-82.

## Desarrollo
- Tabla de posiciones:[1]

| Pos. | Equipo             | Encuentros | Encuentros | Encuentros | Encuentros | Tantos | Tantos | Tantos | Puntos |
| Pos. | Equipo             | PJ         | PG         | PE         | PP         | F      | C      | Dif    | Puntos |
| ---- | ------------------ | ---------- | ---------- | ---------- | ---------- | ------ | ------ | ------ | ------ |
| 1.º  | L'Aquila Rugby     | 22         | 19         | 1          | 2          | 583    | 160    | +423   | 39     |
| 2.º  | Petrarca Padova    | 22         | 16         | 1          | 5          | 545    | 202    | +343   | 33     |
| 3.º  | Benetton Treviso   | 22         | 16         | 1          | 5          | 503    | 214    | +289   | 33     |
| 4.º  | Rugby Rovigo       | 22         | 14         | 3          | 5          | 288    | 216    | +72    | 31     |
| 5.º  | San Donà           | 22         | 10         | 0          | 12         | 317    | 413    | -96    | 20     |
| 6.º  | Rugby Brescia      | 22         | 10         | 1          | 11         | 229    | 353    | -124   | 21     |
| 7.º  | Livorno Rugby      | 22         | 8          | 2          | 12         | 250    | 410    | -160   | 18     |
| 8.º  | Frascati Rugby     | 22         | 9          | 0          | 13         | 282    | 456    | -174   | 18     |
| 9.º  | Amatori Catania    | 22         | 6          | 1          | 15         | 348    | 464    | -226   | 13     |
| 10.º | Rugby Brescia      | 22         | 6          | 0          | 16         | 197    | 451    | -254   | 13     |
| 11.º | Rugby Milano       | 22         | 5          | 1          | 16         | 268    | 428    | -160   | 11     |
| 12.º | Rugby Roma Olimpic | 22         | 2          | 1          | 19         | 190    | 576    | -386   | 6      |

|  | Campeón. |

| Bandera de Italia      |
| Campeón L'Aquila Rugby |
| Tercer título          |